# Þrymskviða

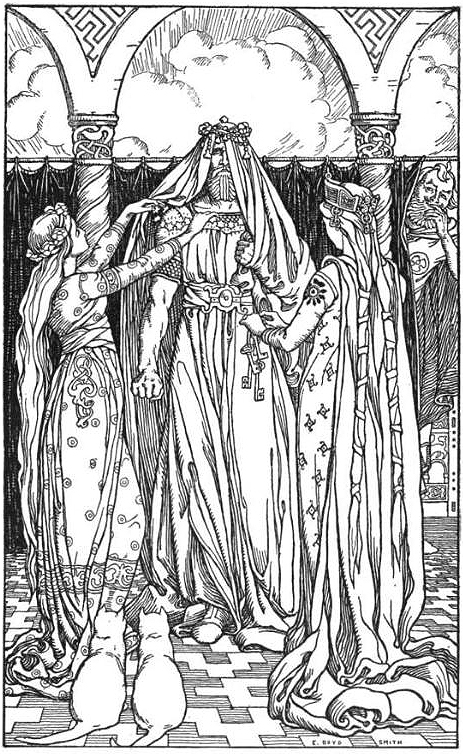
"Ah, what a lovely maid it is!" (1902) di Elmer Boyd Smith.

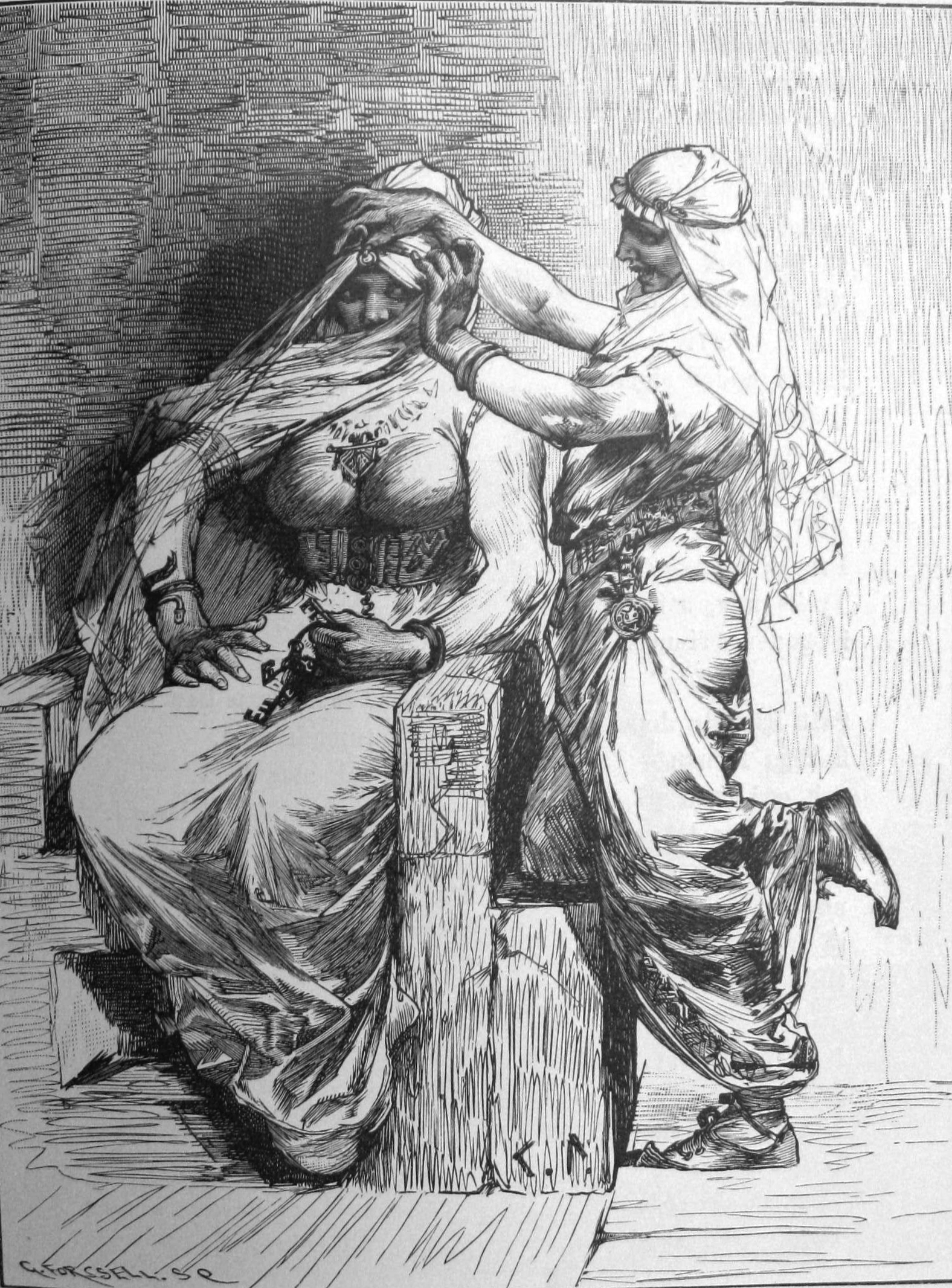
Thor si veste da sposa e Loki da damigella d'onore. Illustrazione di Carl Larsson.

La Þrymskviða (Il nome può essere traslitterato in Thrymskviða, Thrymskvitha, Thrymskvidha o Thrymskvida) è uno dei poemi più conosciuti dell'Edda poetica. Questo mito norreno è molto popolare in Scandinavia, e si è continuato a trasmetterlo in vari modi fino al XIX secolo.

## Storia
Il gigante Þrymr ruba il martello di Thor, Mjöllnir, e chiede Freyja come riscatto, desiderando prendere in sposa la dea. Invece di consegnargli Freyja, gli Æsir travestirono Thor da sposa e Loki da sua damigella. I due andarono nello Jǫtunheimr per il "matrimonio". L'identità di Thor viene comicamente svelata al ricevimento (il dio si mangia da solo un intero bue), mentre Loki cerca di fornire le spiegazioni che i giganti pretendono per l'accaduto (egli sostiene che l'immensa fame della sposa derivi dal non aver mangiato per l'eccitazione nell'ultima settimana). Mjöllnir viene infine messo in mano a Thor durante la cerimonia, permettendo al dio di abbattere i giganti e di tornare a casa.

## Analisi
Non c'è accordo tra gli studiosi sulla datazione della Þrymskviða. Alcuni lo ritengono uno dei poemi più antichi della Edda poetica. Altri pensano che sia una prima parodia cristiana degli dei pagani.
In altre storie, la spiegazione di Loki per il comportamento di Thor presenta molte analogie con la storia di Cappuccetto Rosso, dove il lupo fornisce spiegazioni assurde per giustificare la non somiglianza con la nonna.

## Canti
Parte della storia contenuta nella Þrymskviða fa parte della Thor song, un canto famoso in Scandinavia di cui si parla dal XVII al XIX secolo. In questo canto, Thor viene chiamato Torkar, Loki viene chiamato Locke Lewe, Freyja viene chiamata Miss Frojenborg e Þrymr viene chiamato Trolletrams.
Un ciclo rímur islandese del XV secolo, il Þrymlur, tratta la stessa storia basandosi evidentemente sulla Þrymskviða.

## Statua islandese

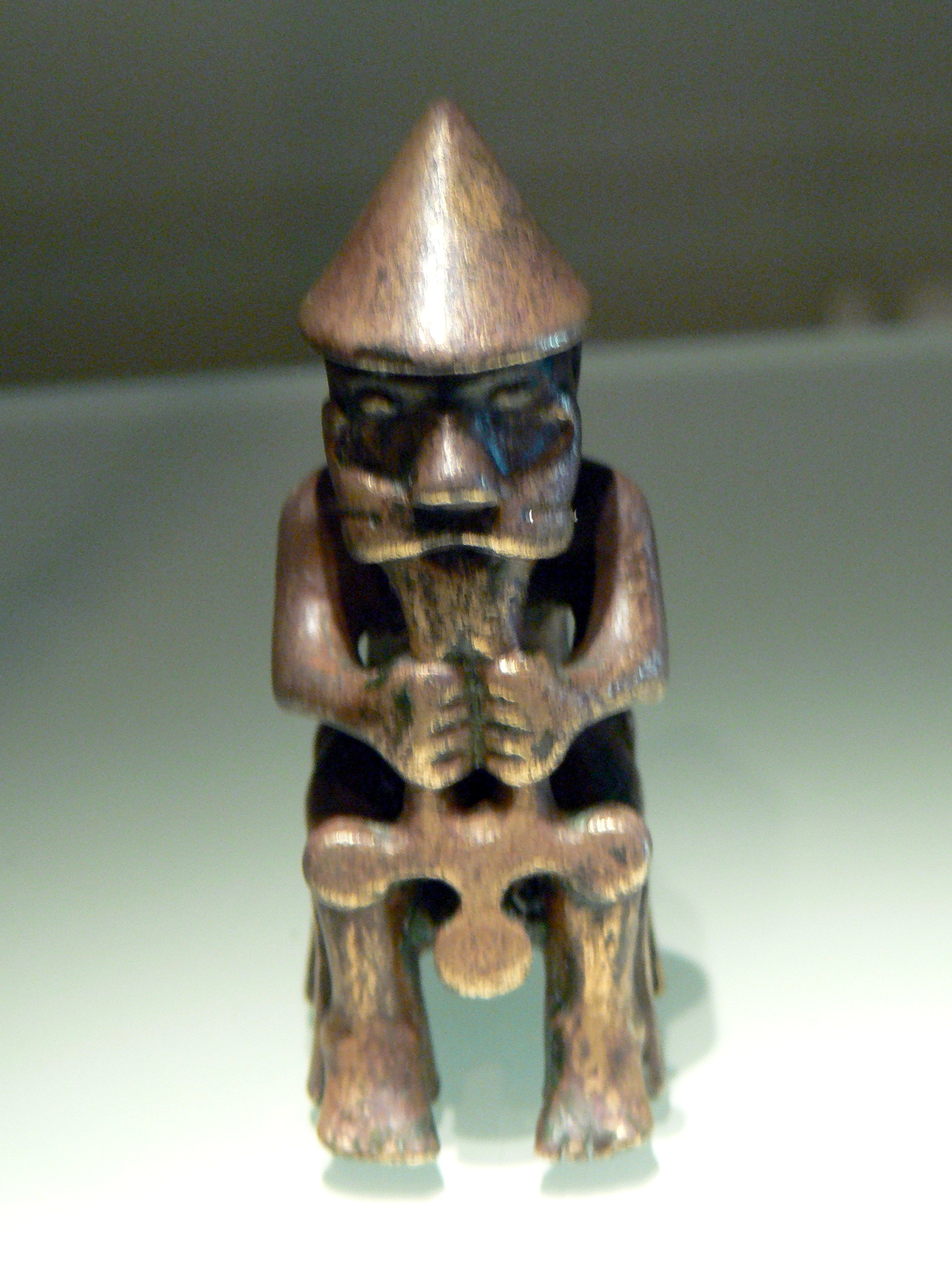
Statua Eyrarland del X secolo di Thor, rinvenuta in Islanda

Una statuetta di Thor seduto (circa 6,4 cm), nota come la statua Eyrarland e risalente al 1000, fu scoperta in una fattoria nei pressi di Akureyri, in Islanda, ed è oggi esposta presso il National Museum of Iceland. Thor tiene in mano Mjöllnir, scolpito nella tipica forma di croce islandese. È stato ipotizzato che la statua raffiguri una scena della Þrymskviða, quella in cui Thor recupera il proprio martello.